# 소방시설
소방시설(消防施設, fire suppression system)은 화재를 탐지(감지)해서 알림으로써 사람들을 보호하거나 대피시키고, 화재 초기단계에서 즉시 소화활동을 할 수 있도록 하며, 자동설비 또는 수동조작에 의해 화재진압을 할 수 있도록 하는 기계·기구 및 시스템을 말한다. 소방시설 설치·유지 및 안전관리에 관한 법률 시행령 별표 1에서 종류를 정의하고 있다.

## 소방 시설 설치·유지
특정소방대상물의 관계인은 특정소방대상물의 규모·용도 및 수용 인원 등을 고려하여 갖추어야 하는 소방시설을 중앙소방본부장이 정하여 고시하는 화재안전기준에 따라 설치 또는 유지·관리하여야 한다. 특히, 화재발생 시 피해 우려가 높은 다중이용업소에 대해서는 추가로 「다중이용업소의 안전관리에 관한 특별법」에 따른 소방시설, 안전시설 등을 설치·유지해야 한다. 소방본부장이나 소방서장은 소방시설이 화재안전기준에 따라 설치 또는 유지·관리되어 있지 아니할 때에는 해당 특정소방대상물의 관계인에게 필요한 조치를 명할 수 있다. 특정소방대상물의 관계인은 제1항에 따라 소방시설을 유지·관리할 때 소방시설의 기능과 성능에 지장을 줄 수 있는 폐쇄(잠금을 포함한다)·차단 등의 행위를 하여서는 아니 된다. 다만, 소방시설의 점검·정비를 위한 폐쇄·차단은 할 수 있다.

## 소방 시설의 종류
스프링클러

### 소화설비
물 또는 그 밖의 소화약제를 사용하여 소화하는 기계·기구 또는 설비로서 다음에 해당하는 것을 말한다.

1. 소화기구
2. 자동소화장치
3. 옥내소화전설비(호스릴옥내소화전설비를 포함) : 수원저수량 = 2.6m3  * n
4. 스프링클러설비등
5. 물분무등소화설비
6. 옥외소화전설비

### 경보설비

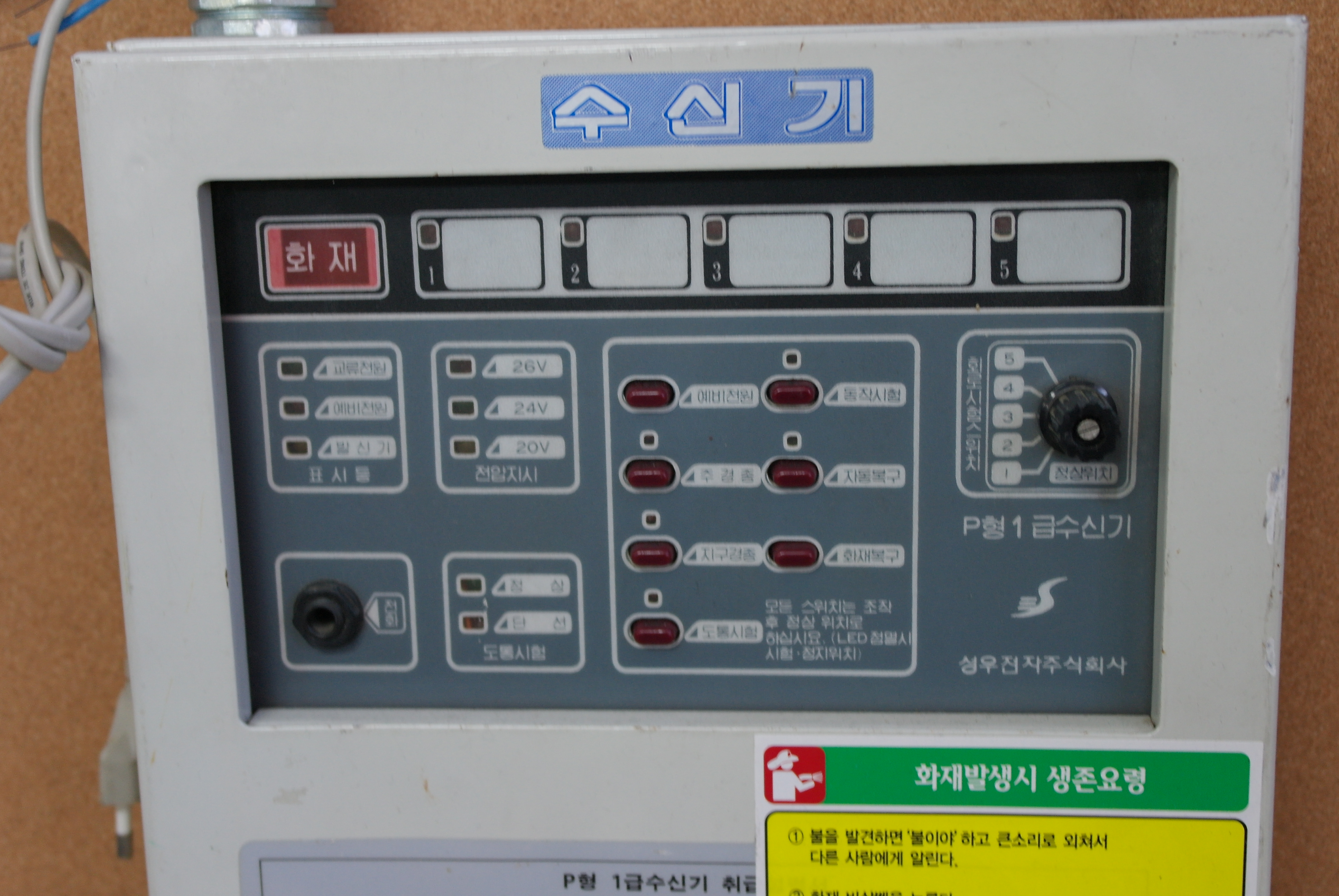
자동화재탐지설비 수신기

화재발생 사실을 통보하는 기계·기구 또는 설비로서 다음에 해당하는 것을 말한다
1. 단독경보형 감지기
2. 비상경보설비(비상벨, 자동식사이렌설비, 단독경보형 감지기)
3. 통합감시시설
4. 가스누설감지기
5. 누전감지기
6. 자동화재탐지설비
7. 자동화재속보설비
8. 비상방송설비

### 피난구조설비
`화재가 발생할 경우 피난하기 위하여 사용하는 기구 또는 설비로서 다음에 해당하는 것을 말한다
1. 피난기구
2. 인명구조기구
3. 유도등
4. 비상조명등 및 휴대용비상조명등

### 소화용수설비
화재를 진압하는데 필요한 물을 공급하거나 저장하는 설비로서 다음에 해당하는 것을 말한다.
1. 상수도소화용수설비
2. 소화수조·저수조, 그 밖의 소화용수설비

### 소화활동설비
화재를 진압하거나 인명구조활동을 위해 사용하는 설비로서 다음에 해당하는 것을 말한다.
1. 제연설비
2. 연결송수관설비
3. 연결살수설비
4. 비상콘센트설비
5. 무선통신보조설비
6. 연소방지설비

## 같이 보기
- 여성 소방관